# Rané
Rané je malá vesnice, část obce Kravaře v okrese Česká Lípa. Nachází se asi dva kilometry severně od Kravař. Rané je také název katastrálního území o rozloze 1,47 km².

## Historie
Ves je doložena roku 1503. Stojí zde kaple z počátku 19. století a řada cenných staveb lidové architektury, která je vedle památkové ochrany některých jednotlivých domů od roku 1995 chráněna formou vesnické památkové rezervace, podobně je tomu i v případě sousedních Janovic.

## Obyvatelstvo
Při sčítání lidu v roce 1921 zde žilo 135 obyvatel (z toho 56 mužů) německé národnosti a římskokatolického vyznání. Podle sčítání lidu z roku 1930 měla vesnice 129 obyvatel s nezměněnou národnostní a náboženskou strukturou.